# Estat de Morelos
Morelos és un dels 31 estats de Mèxic, localitzat al centre del país. Limita al nord amb el Districte Federal, al nord-est i nord-oest amb l'estat de Mèxic, al sud amb Guerrero i a l'est amb l'estat de Puebla. La capital de l'estat és la ciutat de Cuernavaca, i està dividit en 33 municipis. Morelos va ser l'estat natal d'Emiliano Zapata una figura famosa de la Revolució Mexicana.
Quan Maximilià d'Habsburg va ser proclamat emperador de Mèxic, el president en exili, Benito Juárez va traslladar la capital de la rebel·lió a diferents regions, i va dividir l'influent estat de Mèxic en tres districtes militars. Després del triomf dels republicans, els districtes militars no volien unificar-se, i després d'un any de deliberacions, el president va decidir donar-les la categoria d'estats de la federació. Un d'aquests és l'estat de Morelos, que va rebre el seu nom del mossèn insurgent de la independència José María Morelos y Pavón. L'altre estat, Hidalgo, també va rebre el seu nom d'un insurgent de la independència i pare de la pàtria.

## Municipis
Els 31 municipis de l'estat de Morelos són:
- Amacuzac
- Atlatlahucan
- Axochiapan
- Ayala
- Coatlán del Río
- Cuautla
- Cuernavaca (capital)
- Emiliano Zapata
- Huitzilac
- Jantetelco
- Jojutla
- Jonacatepec
- Mazatepec
- Miacatlán
- Ocuituco
- Puente de Ixtla
- Temixco
- Temoac
- Tepalcingo
- Tepoztlán
- Tetecala
- Tetela del Volcán
- Tlalnepantla
- Tlaltizapán
- Tlaquiltenango
- Tlayacapan
- Totolapan
- Xiutepec
- Xochitepec
- Yautepec
- Yecapixtla
- Zacatepec
- Zacualpan